# 萊翁瓦卡南山
10°23′23″S 76°48′42″W / 10.389603°S 76.811708°W
萊翁瓦卡南山（León Huaccanan），是秘魯的山峰，位於該國中部，由瓦努科大區和利馬大區負責管轄，屬於勞拉山脈的一部分，該山峰海拔高度5,215米。